# Лос Кабаљос (Енсенада)
Лос Кабаљос (шп. Los Caballos) насеље је у Мексику у савезној држави Доња Калифорнија у општини Енсенада. Насеље се налази на надморској висини од 29 м.

## Становништво
Према подацима из 2010. године у насељу је живело 6 становника.

### Хронологија
| Година       | 2000          | 2005          | 2010 |
| ------------ | ------------- | ------------- | ---- |
| Становништво | 147 (80 / 67) | 175 (88 / 87) | 6    |

### Попис
| # | Индикатор                     | Вредност |
| - | ----------------------------- | -------- |
| 1 | Укупно домаћинстава           | 4        |
| 2 | Укупно насељених домаћинстава | 1        |
| 3 | Величина локације             | 1        |